# Osamu Dazai
Osamu Dazai, rodným jménem Šúdži Cušima, japonsky 太宰 治 (19. června 1909, Kanagi – 13. června 1948, Tokio) byl japonský spisovatel.

## Život
Narodil se v rodině bohatého statkáře. Studoval francouzskou literaturu na vysoké škole, ale studium nedokončil. Na škole se prvně pokusil, kvůli školním výsledkům, spáchat sebevraždu. O další sebevraždu se pokusil spolu s vdanou milenkou. Poté si vzal gejšu, načež ho rodina vydědila – ovšem také kvůli jeho angažování se v levicových skupinách. Byl v té době rovněž drogově závislý. I s manželkou se pokusil o sebevraždu (společná sebevražda je v japonské kultuře poměrně častý jev). Poté se rozvedli. Následně, v letech 1940-1946, prožil své nejproduktivnější období, kdy vydal řadu knih a dosáhl i jistých úspěchů. Po roce 1946 se však dostal znovu do krize, trpěl alkoholismem i psychickými poruchami. Během této krize napsal jedno ze svých nejúspěšnějších děl, Odepsaný. Poté spáchal sebevraždu, která se mu tentokrát již povedla.
Jeho prózy jsou značně autobiografické, až sebestředné, zobrazují ale i sociální konflikty japonské společnosti a bariéry mezi třídami.